# Wimbachgrieshütte
Wimbachgrieshütte (1327 m n. m.) je horská chata, která stojí v údolí Wimbachgries, zadní části údolí Wimbachtal, mezi Watzmannem, Großer Hundstodem a Hochkalterem, v místech, kde končí les a začínají rozsáhlá kamenná, písečná a štěrková moře. Nachází se na adrese v obci Ramsau bei Berchtesgaden v Berchtesgadenských Alpách v Berchtesgadenském národním parku.

## Historie
Vládním usnesením ze dne 29. září 1919 byl majetek staré boudy Griesalm pronajat na 30 let místní skupině NFD z Mnichova. V roce 1920 jej udržovaly skupiny z Bad Reichenhallu a Salzburgu k nouzovému ubytování. Podle letopočtu na hřebenovém trámu střechy stála na tomto místě od roku 1546 původní pastýřská bouda Windachhütte, která byla zbořena v roce 1922. Nová budova byla postavena mezi 1922 a 1924 jako malý, jednoduchý horský ubytovací dům, který byl oficiálně otevřen jako Wimbachgrieshütte na letniční neděli, 8. června 1924. V průběhu času bylo nutné několik konverzí a rozšíření. Chata byla naposledy rozšířena v roce 2001 podle nejnovější ekologické technologie o solární systémy a další kombinovanou výrobu tepla a elektřiny a komplexní čističku odpadních vod.

## Přístup
- po červené značce z Wimbachbrücke u Ramsau bei Berchtesgaden (630 m) přes Wimbachtal kolem Wimbachschloss — 2½ hodiny
- po červené značce od kostela St. Bartholomä (605 m), který je přístupný lodí přes jezero Königssee, přes Schrainbachtal, Sigeretplatte a Trischübelpass (1770 m) — 4 hodiny
- po červené značce autobusové zastávky Kallbrunnalm (Weißbach bei Lofer, Rakousko) (965 m) kolem jezera Seehornsee, přes Seehorn (2321 m) a Wimbachscharte (2022 m) — 6 hodin

## Přechody
- po červené značce Blaueishütte kolem Wimbachschloss přes Hochalmscharte a Schärtenalm — 6 hodin
- po červené značce Ingolstädter Haus přes Loferer Seilergraben, Kematenschneid a Hochwies — 5 hodin
- po červené značce Ingolstädter Haus přes Trischübelpass a Hundstodgatterl — 4 hodiny
- po červené značce Kärlingerhaus přes Trischübelpass, Oberlahner a Funtensattel — 4 hodiny

## Výstupy
- po červené značce Watzmann-Südspitze (2713) přes Schönfeldgraben a Südwestflanke — 5 hodin
- po červené značce Hirschwiese (2114) přes Trischübelpass a Südflanke — 2 hodiny
- po červené značce Schneiber (2330) přes Trischübelpass, Hundstodgatterl a Westrücken — 3 hodiny
- po červené značce Großer Hundstod (2594) přes Trischübelpass, Hundstodgatterl a Ostgrat — 4½ hodiny
- po červené značce Großes Palfelhorn (2222) přes Loferer Seilergraben a Südwestgrat — 2½ hodiny
- po červené značce Seehorn (2321) přes Loferer Seilergraben, Wimbachscharte a Kematenschneid — 3 hodiny